# Amanda Ghost
Amanda Ghost (née Amanda Louisa Gosein) est une chanteuse et compositrice anglaise. Après une période où elle joue en artiste solo, elle forme un groupe avec Ian Dench.
Elle a coécrit les chansons You're Beautiful de James Blunt et Beautiful Liar de Beyoncé et Shakira.